# Het geluid en de stilte
Het geluid en de stilte (Il suono e il tacere) is een compositie van de Italiaan Salvatore Sciarrino uit 2004. Het werk is geschreven voor symfonieorkest zonder aanduiding van een solist. De eerste uitvoering vond plaats in het Auditorium "Giovanni Agnelli" del Lingotto te Turijn, door het orkest genoemd in de discografie.
De orkestratie van Het geluid en de stilte is:
- 3 dwarsfluit waarvan 1 altdwarsfluit, 3 hobo’s waarvan 1 althobo, 3 klarinetten waarvan 1 basklarinet en 3 fagotten waarvan1 contrafagot;
- 3 hoorns, 3 trompetten, 3 trombones, geen tuba
- 1 man / vrouw percussie, piano
- 14 eerste violen, 12 tweede violen, 10 altviolen, 8 celli en 6 contrabassen.

De donkergekleurde compositie gaat zoals de titel al vermeld over het verschil tussen geluid en stilte. Het werk klinkt als een logisch vervolg op Vaag recitatief. Het is een van de eerste orkestwerken van deze fluistercomponist waarbij een "normale" klankopbouw aanwezig is, nog wel in een van de muziekgroepen, hier de kreunende strijkinstrumenten. Het thema van dit eendelig werk zijn een aantal noten in de strijkinstrumenten die eindigt met een glissando neerwaarts. Daartegenover staan in het begin gedempte trompetklanken. Op de achtergrond is een hartslag te horen, maar alleen als de andere muziekinstrumenten rust hebben. Een volledige stilte is niet te vinden in het werk. Het is alsof je alleen in een kamer bent, zonder enig geluid en dan je eigen hartslag hoort.De compositie wint naar het slot toe steeds meer gewicht, lees geluid; er is sprake van een eindeloos crescendo, maar valt dan ineens stil, terug naar het uitgangspunt.

## Discografie
- Uitgave Kairos ; RAI Nationaal Symfonie Orkest o.l.v. Tito Ceccherini

## Bron
- de compact disc
- Ircam voor orkestratie en premièregegevens